# 帕安
帕安（[pʰə ʔàɴ mjo̰]）是缅甸克伦邦的首府。
关于这个城市的人口数，说法不一。因为1983年以后，缅甸长期没有进行人口普查。2014年，缅甸进行了一次人口普查，但未涉及这个城市。据说，这个城市的人口在50000左右；而世界地名索引组织提供的一份人口报告显示，这个城市的人口高达126225。